# Лапума, Винченцо
Винченцо Лапума (итал. Vincenzo Lapuma, иногда фамилия пишется как Ла Пума; 2 января 1874, Палермо, Королевство Италия — 4 ноября 1943, Рим, королевство Италия) — итальянский кардинал. Про-префект Священной Конгрегации по делам монашествующих с 22 декабря по 31 декабря 1935. Префект Священной Конгрегации по делам монашествующих с 31 декабря 1935. Кардинал-дьякон с 16 декабря 1935, с титулярной диаконией Санти-Козма-э-Дамиано с 19 декабря 1935.

## Биография
Родился Винченцо Лапума 2 января 1874 года, Палермо, на Сицилии, на территории объединённого Королевства Италия. Обучался в семинарии Палермо, затем в Папском римском атенеуме св. Аполлинария, в Риме. После рукоположения в сан священника 13 сентября 1896 году он стал профессором в том же атенеуме, затем аудитором Священной Конгрегации по делам епископов и монашествующих до 1908 года. 8 июля 1907 года Лапума стал тайным камергером Его Святейшества, 8 сентября 1914 года, титул был подтверждён. Заместитель секретаря Священной Конгрегации по делам монашествующих с 16 февраля 1916 года по 7 апреля 1925 года. Придворный прелат Его Святейшествас 20 ноября 1917 года. Секретарь Священной Конгрегации по делам монашествующих с 7 апреля 1925 год апо 16 декабря 1935 года. Апостольский протонотарий с 1925 года.
Возведён в сан кардинала-дьякона на консистории от 16 декабря 1935 года; получил красную шапку и титулярную диаконию Санти-Косма-э-Дамиано 19 декабря 1935 года. Его кардинальским девизом было In labore requies (Тихий отдых от трудов). Про-префект Священной Конгрегации по делам монашествующих с 22 по 31 декабря 1935 года. Префект данной Священной Конгрегации с 31 декабря 1935 года и до своей смерти. Участвовал в конклаве 1939 года, который избрал папу римского Пия XII.
Скончался кардинал Лапума 4 ноября 1943 года, в Риме. Похоронен на кладбище Кампо Верано, в Риме.